# Luré
Luré is een gemeente in het Franse departement Loire (regio Auvergne-Rhône-Alpes) en telt 143 inwoners (1999). De plaats maakt deel uit van het arrondissement Roanne.

## Geografie
De oppervlakte van Luré bedraagt 6,2 km², de bevolkingsdichtheid is 23,1 inwoners per km².
De onderstaande kaart toont de ligging van Luré met de belangrijkste infrastructuur en aangrenzende gemeenten.

## Demografie
Onderstaande figuur toont het verloop van het inwonertal (bron: INSEE-tellingen).